# Story of Seasons
Story of Seasons Bokujō Monogatari (牧場物語, literalment «Història de la granja») anteriorment conegut com a Harvest Moon (literalment «lluna de la sega»), és una sèrie de videojocs RPG/simulador de granja produïts per Victor Interactive Software (adquirida per Marvelous Interactive, ara Marvelous). Yasuhiro Wada és considerat el pare de la saga de Harvest Moon.

## Nom de la Franquícia
Aquest joc és conegut com a Bokujō Monogatari al Japó i a la resta del món era conegut com a Harvest Moon. Abans de l'any 2014, Natsume era l'encarregada de la traducció i la distribució de la sèrie a fora del Japó (a Europa Rising Star Games). A partir d'aquest any, l'empresa Marvelous va decidir que la seva empresa subsidiada XSEED se n'encarregaria. Natsume es va quedar amb els drets de l'antic nom i XSEED es va veure obligada a canviar el nom de la sèrie fins a esdevenir Story of Seasons. (Recordem que al Japó el seu nom original s'ha mantingut intacte)
Natsume ha aprofitat la popularitat del nom per a crear nous jocs com Harvest Moon: The Lost Valley o Harvest Moon: Skytree Village, cosa que ha causat la confusió de milers de fans.

## Objectiu
La meta de la majoria dels jocs d'aquesta sèrie, és el manteniment d'una granja durant un període, conreant els cultius i tenint cura dels animals de la granja per estacions, mentre que socialitzes amb la gent del poble i participes en diversos festivals. En molts jocs fins i tot el protagonista pot casar-se i formar una família amb una de les possibles núvies (o nuvis per a les versions femenines) que et presenta el joc.

## Llista de jocs

### Sèrie principal desenvolupada per Marvelous
| Títol                                      | Consola                    | Data de llançament      |
| ------------------------------------------ | -------------------------- | ----------------------- |
| Harvest Moon                               | Super Nintendo             | 6 d'agost de 1996       |
| Harvest Moon GB                            | Game Boy i Game Boy Color  | 19 de desembre de 1997  |
| Harvest Moon 64                            | Nintendo 64                | 5 de febrer de 1999     |
| Harvest Moon GBC 2                         | Game Boy Color             | 6 d'agost de 1999       |
| Harvest Moon: Back to Nature               | PlayStation                | 16 de desembre de 1999  |
| Harvest Moon GBC 3                         | Game Boy Color             | 29 de setembre del 2000 |
| Harvest Moon: Save the Homeland            | PlayStation 2              | 5 de juliol del 2001    |
| Harvest Moon: Friends of Mineral Town      | Game Boy Advance           | 18 d'abril del 2003     |
| Harvest Moon: A Wonderful Life             | GameCube                   | 12 de setembre del 2003 |
| Harvest Moon: More Friends of Mineral Town | Game Boy Advance           | 12 de desembre del 2003 |
| Harvest Moon: Another Wonderful Life       | GameCube                   | 8 de juliol del 2004    |
| Harvest Moon: Magical Melody               | GameCube                   | 3 de març del 2005      |
| Harvest Moon DS                            | Nintendo DS                | 17 de març del 2005     |
| Harvest Moon DS Cute                       | Nintendo DS                | 8 de desembre del 2005  |
| Harvest Moon: Island of Happiness          | Nintendo DS                | 1 de febrer del 2007    |
| Harvest Moon: Tree of Tranquility          | Wii                        | 7 de juny del 2007      |
| Harvest Moon: Sunshine Islands             | Nintendo DS                | 21 de febrer del 2008   |
| Harvest Moon: Animal Parade                | Wii                        | 30 d'octubre del 2008   |
| Harvest Moon DS: Grand Bazaar              | Nintendo DS                | 18 de desembre del 2008 |
| Harvest Moon: Hero of Leaf Valley          | PSP                        | 19 de març del 2009     |
| Harvest Moon: The Tale of Two Towns        | Nintendo DS i Nintendo 3DS | 8 de juliol del 2010    |
| Harvest Moon: A New Beginning              | Nintendo 3DS               | 23 de febrer del 2012   |
| Story of Seasons                           | Nintendo 3DS               | 27 de febrer del 2014   |
| Story of Seasons: Trio of Towns            | Nintendo 3DS               | 23 de juny del 2016     |
| Story of Seasons: Friends of Mineral Town  | Nintendo Switch            | 17 d'octubre del 2019   |

### Jocs derivats
| Títol                                               | Consola             | Data de Llançament      |
| --------------------------------------------------- | ------------------- | ----------------------- |
| Innocent Life: A Futuristic Harvest Moon            | PSP                 | 27 d'abril del 2006     |
| Rune Factory: A Fantasy Harvest Moon                | Nintendo DS         | 24 d'agost del 2006     |
| Rune Factory 2: A Fantasy Harvest Moon              | Nintendo DS         | 3 de gener del 2008     |
| Rune Factory Frontier                               | Wii                 | 27 de novembre del 2008 |
| Harvest Moon: My Little Shop                        | WiiWare             | 28 d'abril del 2009     |
| Rune Factory 3: A Fantasy Harvest Moon              | Nintendo DS         | 22 d'octubre del 2009   |
| Rune Factory Tides of Destiny                       | PlayStation 3 i Wii | 24 de febrer del 2011   |
| Rune Factory 4                                      | Nintendo 3DS        | 19 de juliol del 2012   |
| Hometown Story                                      | Nintendo 3DS        | 22 d'octubre del 2013   |
| Return to PoPoLoCrois: A Story of Seasons Fairytale | Nintendo 3DS        | 18 de juny del 2015     |
| Doraemon: Nobita’s story of seasons.                | Nintendo Switch     | 13 de juny del 2019     |

### Sèrie desenvolupada per Natsume
| Títol                         | Consola                             | Data de Llançament      |
| ----------------------------- | ----------------------------------- | ----------------------- |
| Puzzle de Harvest Moon        | Nintendo DS                         | 16 de novembre del 2007 |
| Harvest Moon: Frantic Farming | Nintendo DS                         | 25 d'agost del 2009     |
| Harvest Moon: The Lost Valley | Nintendo 3DS                        | 4 de novembre del 2014  |
| Harvest Moon: Skytree Village | Nintendo 3DS                        | 8 de novembre del 2016  |
| Harvest Moon: Light of Hope   | PlayStation 4, Nintendo Switch i PC | 14 de novembre del 2017 |